# Gruzl Ferenc
Gruzl Ferenc (Budapest, 1897. január 10. – Budapest, 1972. november 30.) magyar vegyészmérnök.

## Életpályája
1919-ben diplomázott a budapesti József Műegyetemen. 1919–1928 között az Országos Chemiai Intézet segédvegyésze, a Gabona- és Lisztvizsgáló Osztály kutatóvegyésze volt. 1922-ben a Pázmány Péter Tudományegyetemen bölcsészdoktori oklevelet szerzett. 1928–1934 között a Gabona- és Lisztkísérleti Állomás osztályvezető fővegyésze, 1934–1939 között igazgatóhelyettese, 1939–1959 között igazgatója volt. 1944-ben parancs ellenére nem engedte intézetét nyugatra telepíteni. 1945 után a sok kárt szenvedett intézetet az összes kísérletügyi intézmények közül elsőként hozta helyre. 1945–1948 között a Magyar Molnár Céh újjászervezője és elnöke volt. 1948-ban fontos szerepet játszott a Magyar Molnár Céh Malomipari Tudományos Társasággá való fejlesztésében. 1951-től a Növényfajtaminősítő Tanács alapító tagja volt. 1954–1961 között a Magyar Élelmiszer-ipari Tudományos Egyesület (MÉTE) Sütőipari Szakosztályának alelnöke volt. 1959-ben nyugdíjba vonult.

### Munkássága
1935-ben az ország főbb gabonatermő területein búza- és lisztminősítő hálózatot szervezett és ezzel együtt hét – e célt szolgáló – laboratóriumot is létesített. E munka eredményeként, Hankóczy Jenővel együtt elkészítették az ún. búzakatasztert. 1941-ben búzatermesztési tervet terjesztett elő, amely 10 év adatai alapján összeállított részletes búzatermesztési tájtérkép volt. 1940-ben szabadalmaztatta a Laborográf nevű tésztaminőség-vizsgáló műszerét. Rendszeresen oktatott tanfolyamokon és a Műegyetemen. Részt vett a molnár- és sütőipari szakemberek nevelésében. Száznál több cikket és tanulmányt írt. Írásaiból megismerhető az utóbbi fél évszázad búza- és lisztvizsgáló módszereinek fejlődése.

## Családja
Szülei: Gruzl Ferenc szobrászsegéd és Prokesch Mária voltak. Testvére: Párkányi Norbertné Gruzl Etelka és Gruzl János (?-1954). 1942-ben házasságot kötött Molnár Zsófiával.
Sírja a Farkasréti temetőben található (27/4-11).

## Művei
- A búza vetőmagvak vizsgálatáról (Molnárok Lapja, 1925)
- A kondicionálásról (Molnárok Lapja, 1927)
- A búzaliszt minőségének chemiai vonatkozásai (Mezőgazdasági Kutatások; Budapest, 1932)
- A konyhasó minőségjavító hatása a sütőiparban (Mezőgazdasági Kutatások; Budapest, 1934)
- Újabb irányelvek a lisztgyártás terén (Molnárok Lapja, 1935)
- Búza- és lisztismeret (Malomipari Szakismeretek Gyűjteménye, Budapest, 1936)
- A búza minősítése. – A rozs, illetve a belőle készült kenyér minősítése (Molnárok Lapja, 1936)
- Növénynemesítés (Malomipari Szakismeretek Gyűjteménye, Budapest, 1937)
- Sütőipar, pékipar (Magyar Statisztikai Szemle, 1939)
- A búza, illetőleg a liszt minőségének és minősítésének alapelvei (Kísérletügyi Közlemények, 1939)
- A búza minőségének elmélete (Budapest, 1941)
- Az 1941. évi termésű búzák minősége (Budapest, 1942)
- Új eljárás a búza és liszt minőségének megvizsgálására (Magyar Sütőiparos, 1942)
- „Laborograf” búza-, illetve lisztminősítő készülék és eljárás (Kísérletügyi Közlemények, 1942)
- A kenyér nyúlódása és annak megakadályozása (Közellátási Értesítő, 1942; Vidéki Magyar Sütőiparos, 1943)
- A búza gyakorlati értékelése (Kisalföldi Gazda, 1943)
- A búzaminőségi vizsgálatok (Mezőgazdaság és Ipar, 1947)
- A búzaminőségi vizsgálatok jelenlegi állása (Magyar Technika, 1947)
- A malomipar és a mezőgazdaság kapcsolatai (Mezőgazdaság és Ipar, 1948)
- Védekezés a gabonazsizsik ellen (Molnárok Szaklapja, 1949)
- A malom-, sütő- és tésztaiparban megoldásra váró néhány probléma (Mezőgazdaság és Ipar, 1949)
- Élelmiszerismeret. Liszt, kenyér és tészta. (Kereskedelmi szakkönyvtár (Budapest, 1949)
- Búzamagvak hasadása (Élelmezési Ipar, 1950)
- Gyorsított kenyérkészítési eljárás (Élelmezési Ipar, 1951)
- A gabona és a liszt kémiája és fizikája (Tanfolyami jegyzetek; Budapest, 1951)
- Sütő- és tésztaipari technológia (társszerzőkkel, Budapest, 1952)
- Malom- és sütőipari anyagismeret. I-II. kötet (többekkel, Budapest, 1952)
- Polifermentumos kenyérgyártás (Sütő- és Tésztaipar, 1954)
- A magyar sütőipar korszerűsítése (Sütő- és Tésztaipar, 1957)
- A magyar búzafajták lisztminőségének vizsgálata az 1953–1954–1955-ös években (Rajkai Pállal, Szőke Sándorral; Növénytermelés, 1957)
- A gabonanemesítés jelenlegi helyzete a sütőipar szempontjából (1958)
- A polifermentum tenyésztés kialakulása I.-II. (Gyárfás Annával; Élelmezési Ipar, 1958)
- A búza kémiai összetétele és anyagtartalma (A búza. Szerkesztette: Máthé Imre. Budapest, 1963)